# 美因河畔桑德
美因河畔桑德是德国巴伐利亚州的一个市镇。总面积12.29平方公里，总人口3117人，其中男性1556人，女性1561人（2011年12月31日），人口密度254人/平方公里。